# Małe Drzewce
Małe Drzewce (prononciation : [ˈmawɛ ˈdʐɛft͡sɛ]) est un village polonais de la gmina de Szlichtyngowa dans le powiat de Wschowa de la voïvodie de Lubusz dans l'ouest de la Pologne.
Il se situe à environ 10 kilomètres au nord-ouest de Szlichtyngowa (siège de la gmina), 10 kilomètres à l'ouest de Wschowa (siège du powiat) et 49 kilomètres à l'est de Zielona Góra (siège de la diétine régionale).
Le village comptait approximativement une population de 120 habitants en 2006.

## Histoire
Après la Seconde Guerre mondiale, avec les conséquences de la Conférence de Potsdam et la mise en œuvre de la ligne Oder-Neisse, le village est intégré à la République populaire de Pologne. La population d'origine allemande est expulsée et remplacée par des polonais.
De 1975 à 1998, le village appartenait administrativement à la voïvodie de Leszno.

Depuis 1999, il appartient administrativement à la voïvodie de Lubusz